# Хёгнер, Вильгельм
Вильгельм Хёгнер (нем. Wilhelm Hoegner; 23 сентября 1887 года, Мюнхен — 5 марта 1980 года, Мюнхен) — второй премьер-министр Баварии (СДПГ) после Второй мировой войны (1945—1946, 1954—1957), «отец баварской конституции». Единственный социал-демократ, занимавший этот пост с 1920 года.

## Биография

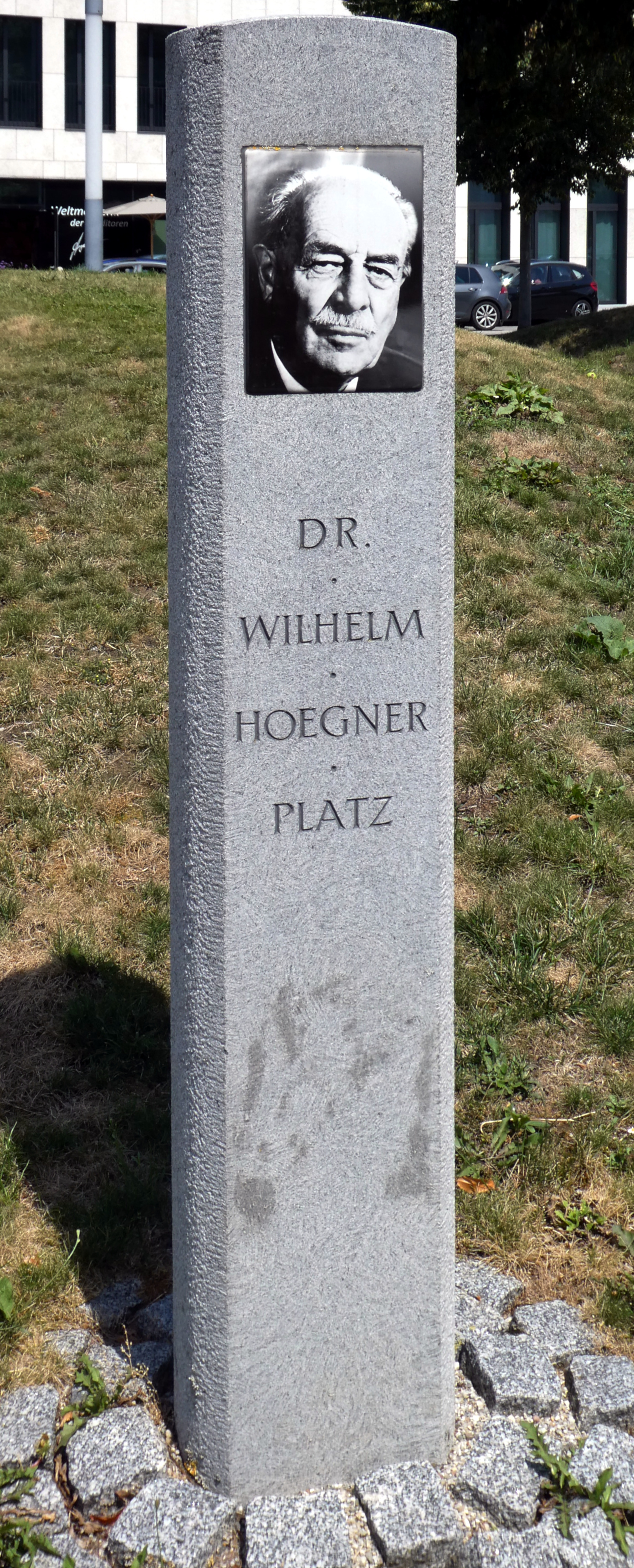
Бургхаузен. Площадь Вильгельма Хёгнера

Родился в Мюнхене в 1887 году в семье Михаэля Георга Хёгнера и Терезы Энгельхардт. Его детство прошло в Бургхаузене.
Изучал право в Мюнхене, Берлине и Эрлангене. После окончания он работал адвокатом, а затем в качестве прокурора, государственного обвинителя.
В 1919 году он стал членом СДПГ. Он женился на Анне Вук в 1918 году, от которой у него будет двое детей.
С 1924 по 1930 год Хёгнер был членом социал-демократической партии Баварии. Он участвовал в расследовании гитлеровского пивного путча в 1923 году, был противником нацизма. Хёгнер анонимно опубликовал документ о результатах расследования, который считается важным историческим документом в связи с тем, что нацисты уничтожили все официальные отчеты о расследовании после 1933 года.
В свое время он активно выступал против Гитлера как политик, член германского рейхстага с 1930 по 1933 год. По этой причине он был уволен с государственной службы после нацистского переворота в 1933 году и вынужден был бежать в Австрию, а оттуда в 1934 году в Швейцарию, где работал писателем-фрилансером. Там он общался с другими немецкими беженцами и работал с ними в организации Demokratisches Deutschland (Демократическая Германия), направленной против нацистов.

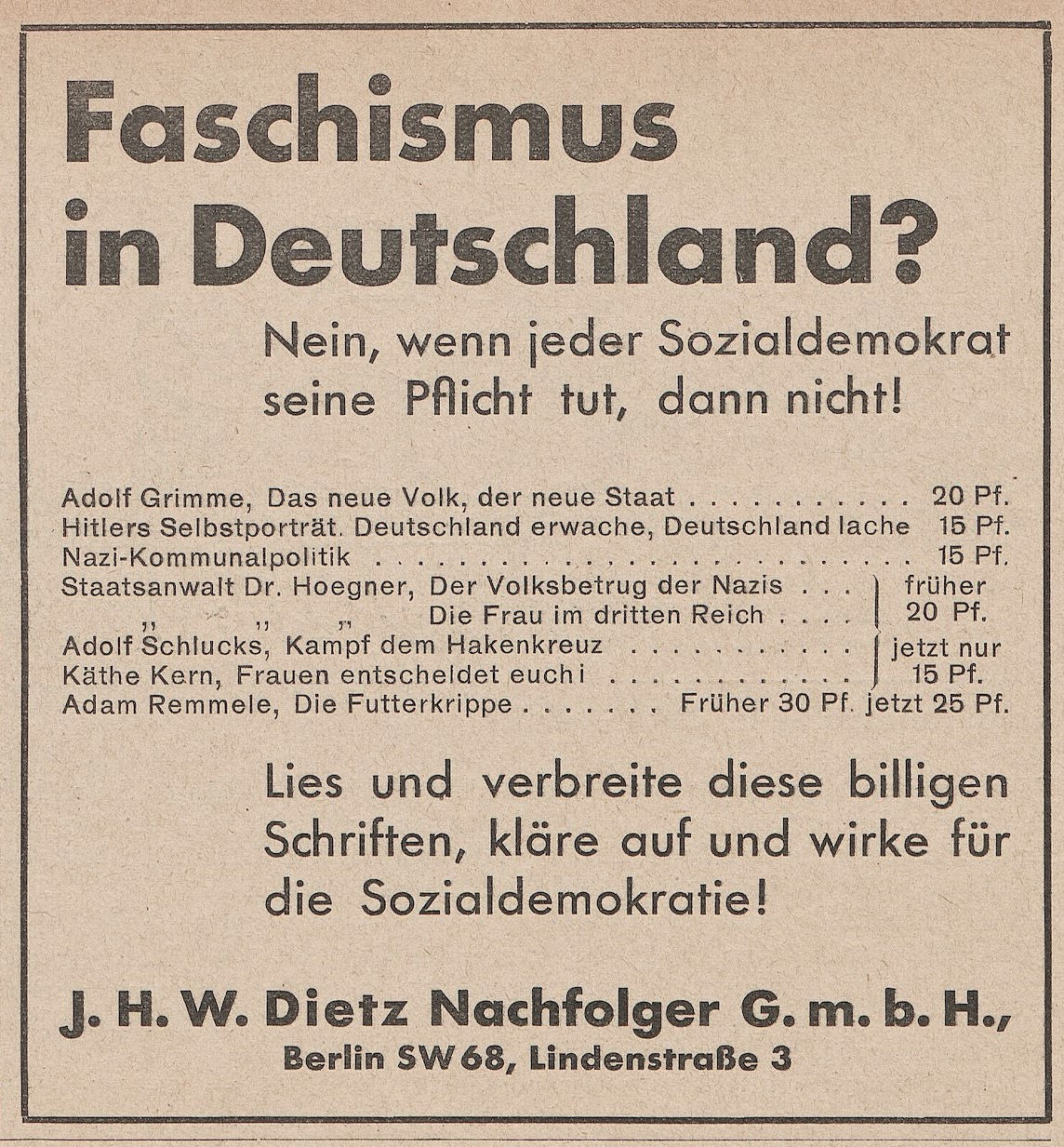
Агитационный плакат социал-демократов 1932 г.

По возвращении в Баварию в июне 1945 года он служил в Мюнхене при премьер-министре Фрице Шеффере, занимался восстановлением отправления правосудия. Он был премьер — министром Баварии с 1945 по 1946 год, после внезапного увольнения Фрица Шеффера. Занимал пост министра юстиции до 1947 года, стал известен как отец новой баварской конституции. После поражения на выборах в декабре 1946 года он был заменен на посту премьер-министра Баварии Хансом Эхардом, но остался министром юстиции. Когда его партия решила выйти из коалиции с Христианско-социальным союзом (ХСС), он выступил против этого шага и временно потерял влияние в СДПГ.
С 1946 по 1970 год он снова был членом баварского ландтага, возглавлял фракцию СДПГ с 1958 по 1962 год. Занимал пост министра внутренних дел с 1950 по 1954 год, когда Баварией управлял ХСС. За это время он приложил много усилий для воссоединения Пфальца с остальной Баварией, но в конечном итоге потерпел неудачу, так как только 7,6 процента всех имеющих право голоса в Пфальце проголосовали за воссоединение.
Он стал премьер-министром Баварии во второй раз в 1954 году, до 1957 года возглавлял четырехпартийное правительство большой коалиции. Коалиция распалась до истечения срока ее полномочий после федеральных выборов 1957 года.
С 1958 по 1962 год Хёгнер возглавлял парламентскую группу СДПГ, а затем был заместителем председателя баварского парламента, пока не покинул его в 1970 году. В сентябре 1961 года Вильгельм Хегнер был избран депутатом Бундестага Германии. Но в конце года он отказался от своего мандата. Преемником Хёгнера стал Георг Кан-Аккерманн. В 1971 году Хёгнер стал почетным председателем баварской СДПГ.
Будучи социал-демократом, Хегнер не был доктринерским социалистом и всегда предпочитал здравый подход к политике и экономике, а не радикальные теории. Он считал, что социал-демократ может ужиться с христианской этикой и ценностями — важным фактором в традиционно консервативной Баварии, где доминируют католики.
Хёгнер почти ослеп, скончался 5 марта 1980 года в Мюнхене.
«Вина коммунистов»
Книга Хёгнера «Die verratene Republik» («Преданная республика»), изданная в Мюнхене в 1979 году, содержит главу под названием «Вина коммунистов». Хёгнер обвиняет Коммунистическую партию Германии) в том, что она сыграла решающую роль в приходе Гитлера к власти. Объявленным главным врагом коммунистов был не Гитлер или консервативные партии Германии, а СДПГ, социал-демократы, которых коммунисты называли «социал-фашистами». Хёгнер утверждает, что коммунисты якобы намеревались привести Гитлера к власти, после чего в Германии произойдет коммунистическая революция и установится коммунистическая диктатура. В этой главе Хёгнер, например, пишет, что полмиллиона коммунистов проголосовали за Гитлера во время выборов президента Германского рейха в 1932 году.

## Семья
В 1918 году женился на Анне Вук, у них было двое детей.

## Награды
- Большой крест ордена за заслуги перед Федеративной Республикой Германия (1953 г.)
- Кавалер Большого креста ордена За заслуги перед Итальянской Республикой (1956)
- Большой почетный знак из серебра с поясом за заслуги перед Австрийской Республикой (1957 г.)
- Почетный доктор Мюнхенского университета
- Почетный гражданин города Мюнхен (1957)

## Труды
- Die verratene Republik (in German), by Wilhelm Hoegner, Munich, 1979.
- Der Volksbetrug der Nationalsozialisten (in German), by Wilhelm Hoegner
- Der Schwierige Außenseiter: Erinnerungen eines Abgeordneten, Emigranten und Ministerpräsidenten (in German), by Wilhelm Hoegner, Munich, publisher: Isar Verlag, 1959